# 울름

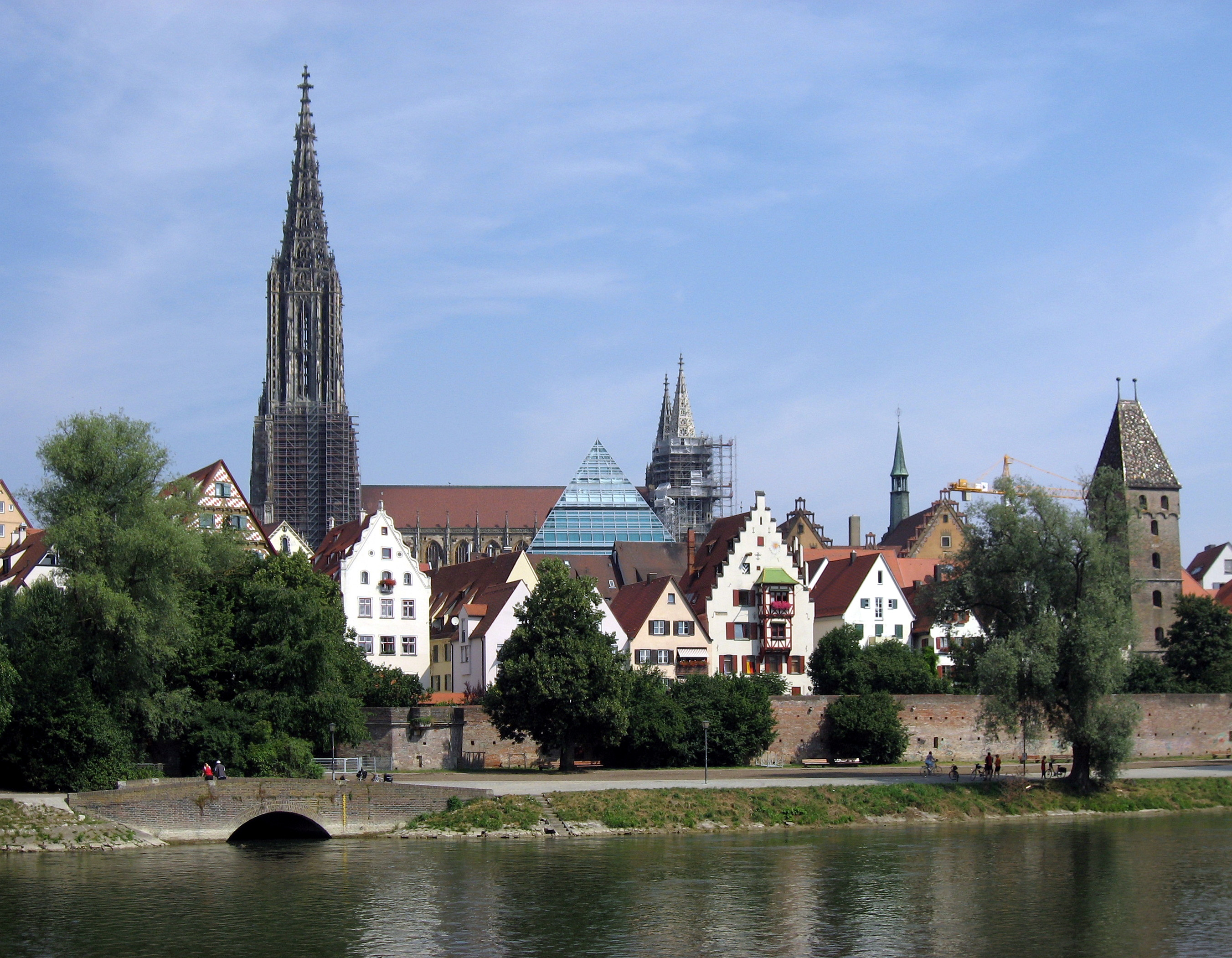
다뉴브강과 울름

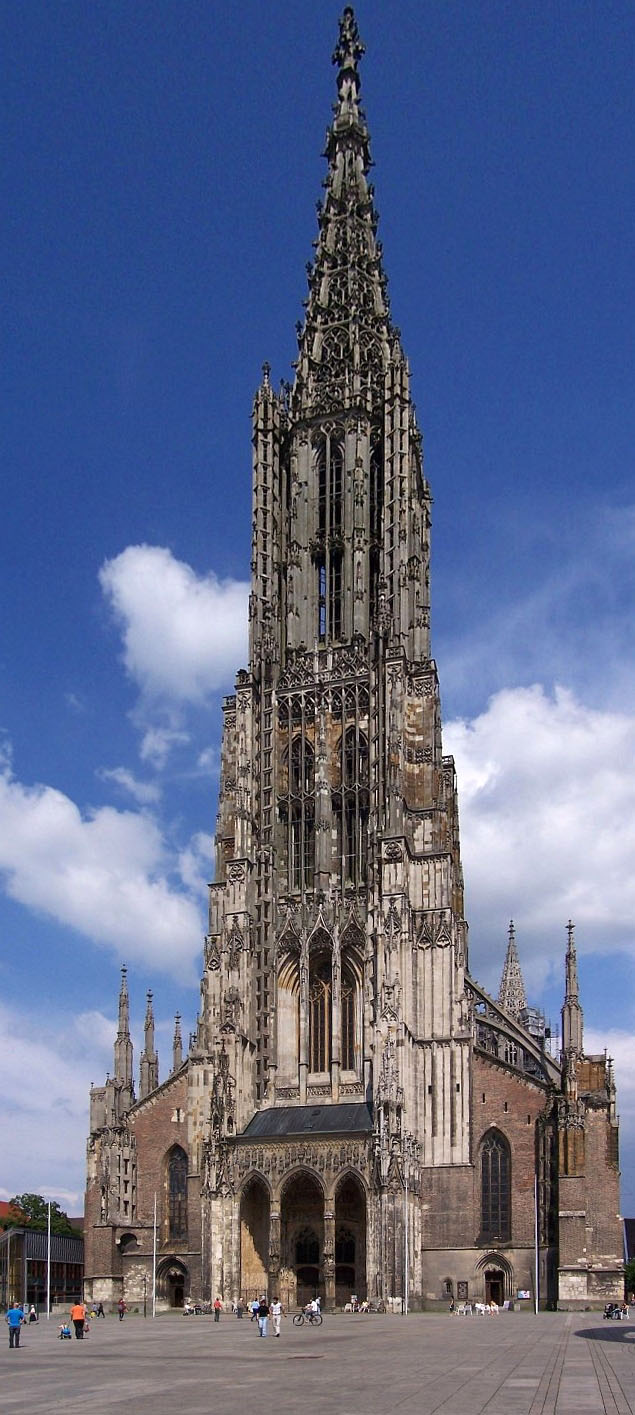
울름 대성당

울름(독일어: Ulm)은 독일 서남부 바덴뷔르템베르크주에 있는 도시이다. 인구는 2006년 기준으로 120,925명이다.
바덴뷔르템베르크 주 동부, 다뉴브강 서쪽 연안에 위치한다. 이 곳에서 일러강과 블라우강이 다뉴브강에 합류한다. 다뉴브강 대안은 바이에른주에 속하며, 노이울름과 한 도시권을 이루고 있다. 울름은 오래 된 도시로, 선사 시대 때부터 사람이 정착하여 살았으며, 9세기에 문헌에 처음 언급되었고, 12세기 프리드리히 1세 시대 때 제국 자유 도시로 발전하였다. 슈바벤의 중심도시이자, 다뉴브강 상류의 교역 중심지로 번영하였다. 14세기부터 거대한 울름 대성당이 건축되었다. 종교 개혁으로 개신교 도시가 되어 울름 대성당도 개신교 예배당으로 바뀌었다. 제국 자유 도시로 독립적인 지위에 있었으나, 16세기 이후 신대륙 발견으로 교역 중심지에서 멀어지고 17세기 30년 전쟁으로 쇠퇴하기 시작했다. 1802년 바이에른에 귀속되어 독립적인 지위를 완전히 잃었고, 1805년 이 곳을 배경으로 울름 전투가 일어났다가 1810년 뷔르템베르크에 속하게 되었다. 그 후 산업과 교통의 발달로 다시 발전하였다. 제1차 세계대전·제2차 세계대전 때 크게 파괴되었으나, 다시 복구되었다.
현재는 다뉴브강 최상류의 주요 도시로, 선박이 이 곳까지 다닌다. 유럽 각지로 통하는 도로와 철도가 교차한다. 가톨릭의 성당이었다가 개신교로 넘어간 울름 대성당은 교회 건축물로는 독일에서 쾰른 대성당 다음가는 규모이며, 19세기 말 개축하면서 첨탑을 162m로 높여 당시 세계에서 가장 높은 건물이었으며, 오늘날에도 교회의 탑으로는 세계에서 가장 높다. 한편 이 곳은 알베르트 아인슈타인의 출생지로도 알려져 있다.

## 인구
| 연도                                                                            | 인구    | ±%      |
| ------------------------------------------------------------------------------- | ------- | ------- |
| 1300                                                                            | 4,000   | —       |
| 1400                                                                            | 9,000   | +125.0% |
| 1550                                                                            | 19,000  | +111.1% |
| 1750                                                                            | 15,000  | −21.1%  |
| 1818                                                                            | 13,000  | −13.3%  |
| 1871                                                                            | 26,290  | +102.2% |
| 1900                                                                            | 42,982  | +63.5%  |
| 1910                                                                            | 56,109  | +30.5%  |
| 1919                                                                            | 56,020  | −0.2%   |
| 1925                                                                            | 57,278  | +2.2%   |
| 1933                                                                            | 62,472  | +9.1%   |
| 1939                                                                            | 75,503  | +20.9%  |
| 1946                                                                            | 58,087  | −23.1%  |
| 1950                                                                            | 71,132  | +22.5%  |
| 1956                                                                            | 90,530  | +27.3%  |
| 1961                                                                            | 92,705  | +2.4%   |
| 1970                                                                            | 92,943  | +0.3%   |
| 1987                                                                            | 103,494 | +11.4%  |
| 2011                                                                            | 117,541 | +13.6%  |
| 2017                                                                            | 125,596 | +6.9%   |
| 2018                                                                            | 125,805 | +0.2%   |
| 2019                                                                            | 126,329 | +0.4%   |
| Population size may be affected by changes in administrative divisions. source: |         |         |

## 기후
| 울름의 기후                                  | 울름의 기후  | 울름의 기후 | 울름의 기후 | 울름의 기후 | 울름의 기후 | 울름의 기후 | 울름의 기후 | 울름의 기후 | 울름의 기후 | 울름의 기후 | 울름의 기후 | 울름의 기후  | 울름의 기후   |
| 월                                           | 1월          | 2월         | 3월         | 4월         | 5월         | 6월         | 7월         | 8월         | 9월         | 10월        | 11월        | 12월         | 연간          |
| -------------------------------------------- | ------------ | ----------- | ----------- | ----------- | ----------- | ----------- | ----------- | ----------- | ----------- | ----------- | ----------- | ------------ | ------------- |
| 역대 최고 기온 °C (°F)                       | 15.4 (59.7)  | 18.0 (64.4) | 22.0 (71.6) | 25.4 (77.7) | 29.6 (85.3) | 33.7 (92.7) | 35.4 (95.7) | 35.3 (95.5) | 29.4 (84.9) | 24.9 (76.8) | 19.6 (67.3) | 14.6 (58.3)  | 35.4 (95.7)   |
| 일평균 최고 기온 °C (°F)                     | 1.9 (35.4)   | 3.8 (38.8)  | 8.9 (48.0)  | 13.7 (56.7) | 18.2 (64.8) | 21.4 (70.5) | 23.3 (73.9) | 23.2 (73.8) | 18.2 (64.8) | 12.5 (54.5) | 6.1 (43.0)  | 2.3 (36.1)   | 12.7 (54.9)   |
| 일일 평균 기온 °C (°F)                       | −0.6 (30.9)  | 0.3 (32.5)  | 4.5 (40.1)  | 8.8 (47.8)  | 13.2 (55.8) | 16.4 (61.5) | 18.2 (64.8) | 17.9 (64.2) | 13.5 (56.3) | 8.6 (47.5)  | 3.4 (38.1)  | 0.0 (32.0)   | 8.6 (47.5)    |
| 일평균 최저 기온 °C (°F)                     | −3.0 (26.6)  | −2.8 (27.0) | 0.6 (33.1)  | 4.1 (39.4)  | 8.2 (46.8)  | 11.4 (52.5) | 13.2 (55.8) | 12.9 (55.2) | 9.2 (48.6)  | 5.3 (41.5)  | 1.0 (33.8)  | −2.2 (28.0)  | 4.8 (40.6)    |
| 역대 최저 기온 °C (°F)                       | −20.1 (−4.2) | −16.7 (1.9) | −12.5 (9.5) | −8.2 (17.2) | −2.8 (27.0) | 2.9 (37.2)  | 4.6 (40.3)  | 5.2 (41.4)  | −0.5 (31.1) | −3.0 (26.6) | −9.4 (15.1) | −18.2 (−0.8) | −20.1 (−4.2)  |
| 평균 강수량 mm (인치)                        | 42.9 (1.69)  | 35.3 (1.39) | 47.5 (1.87) | 45.5 (1.79) | 81.2 (3.20) | 82.7 (3.26) | 88.6 (3.49) | 85.1 (3.35) | 58.2 (2.29) | 57.5 (2.26) | 50.9 (2.00) | 57.6 (2.27)  | 731.5 (28.80) |
| 평균 강수일수 (≥ 1.0 mm)                     | 15.3         | 14.1        | 15.0        | 13.8        | 15.8        | 15.4        | 15.8        | 14.4        | 13.7        | 16.2        | 15.8        | 17.9         | 182.9         |
| 평균 상대 습도 (%)                           | 89.7         | 84.4        | 76.3        | 70.0        | 71.3        | 71.8        | 71.9        | 72.9        | 79.5        | 87.1        | 91.0        | 91.2         | 79.8          |
| 평균 월간 일조시간                           | 54.7         | 84.0        | 134.5       | 175.9       | 209.1       | 221.1       | 233.9       | 218.6       | 151.2       | 94.1        | 47.4        | 43.5         | 1,652.8       |
| 출처 1: 세계기상기구 (평년값: 1991년~2020년) |              |             |             |             |             |             |             |             |             |             |             |              |               |
| 출처 2: 독일 기상청 (극값: 2014년~현재)      |              |             |             |             |             |             |             |             |             |             |             |              |               |